# Anna Bache-Wiig

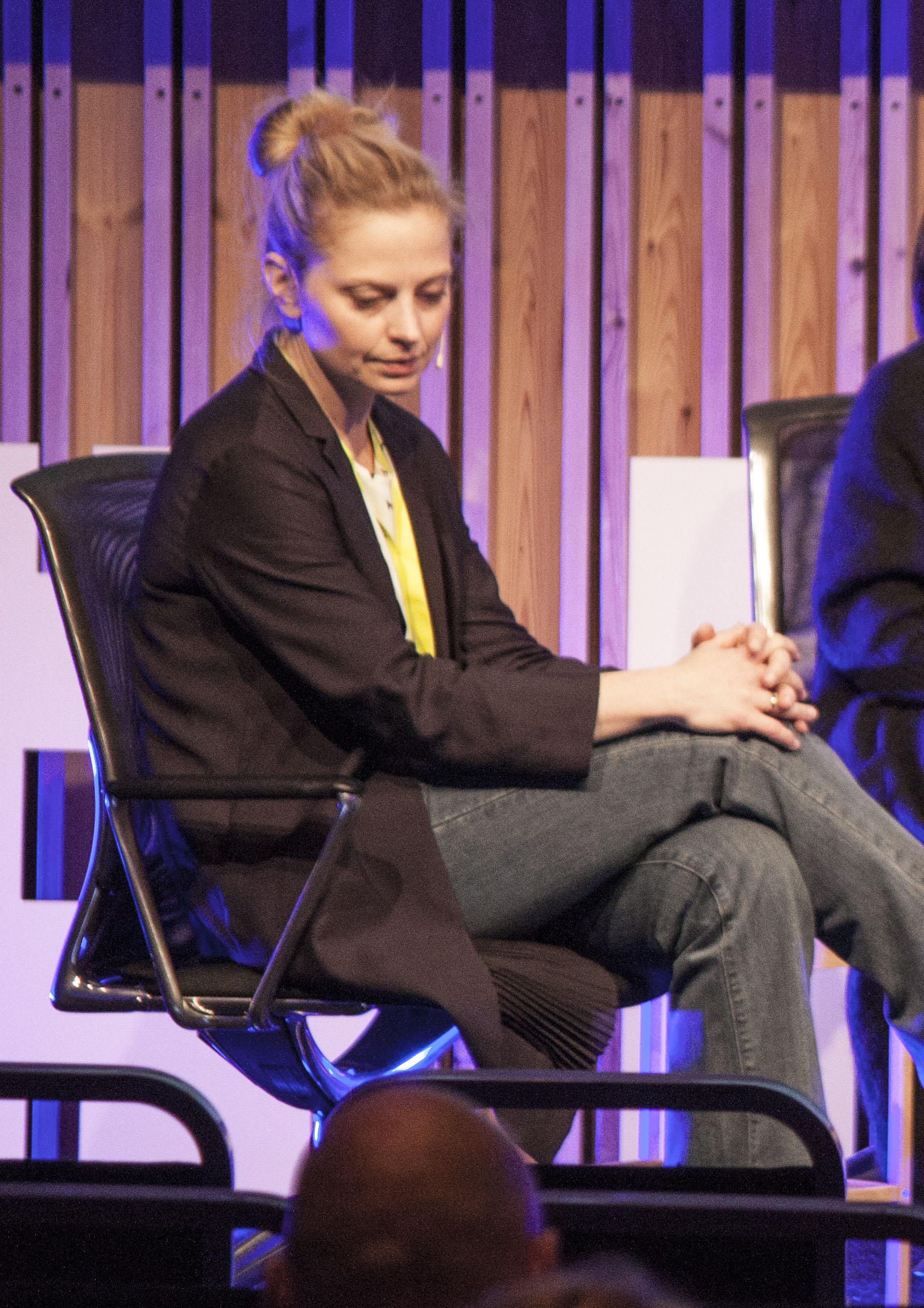
Anna Bache-Wiig, 2015

Anna Bache-Wiig (* 19. September 1975) ist eine norwegische Schauspielerin, Drehbuchautorin und Autorin.

## Leben
Bache-Wiig wuchs in der Gemeinde Bærum bei Oslo auf und studierte Schauspiel an der Statens Teaterhøgskole (heute Teil der Kunsthochschule Oslo). Anschließend war sie an Theatern wie der Den Nationale Scene und dem Oslo Nye Teater tätig. Sie spielte unter anderem Titelrollen in Antigone (2002), Ronja Räubertochter (2003) und Hedda Gabler (2006). Für die Rolle in Hedda Gabler wurde sie für den Theaterpreis Heddaprisen nominiert. Als Schauspielerin war sie zudem in Film- und Fernsehrollen in Projekten wie Buddy (2003), Sønner – Dunkle Geheimnisse (2008) und der Serie Mammon (2014–2016) tätig.
Im Jahr 2003 veröffentlichte sie mit Det aller fineste ihren Debütroman. 2005 folgte der Roman Sommernattsdrømmen. Mit Lasses hus und dem Bilderbuch Don Fridtjof gab sie 2009 und 2010 zwei weitere Bücher heraus. Für das Bilderbuch Don Fridtjof wurde sie 2010 mit dem Literaturpreis Riksmålsforbundets barne- og ungdomsbokpris ausgezeichnet.
Gemeinsam mit Siv Rajendram Eliassen schrieb sie das Drehbuch zur Serie Lifjord – Der Freispruch. Dort übernahm sie zudem eine Nebenrolle als Sekretärin. Später schrieb Bache-Wiig gemeinsam mit Eliassen auch die Drehbücher zum Film Utøya 22. Juli und zur Serie Heksejakt.

## Werke
- 2003: Det aller fineste, Tiden Norsk Forlag
- 2005: Sommernattsdrømmen, Tiden Norsk Forlag
- 2009: Lasses hus, Tiden Norsk Forlag
- 2010: Don Fridtjof, Cappelen Damm

## Filmografie (Auswahl)

### Als Schauspielerin
- 1989–1990: Borgen skole (Fernsehserie, 24 Folgen)
- 2002: Lekestue (Fernsehserie, 7 Folgen)
- 2003: Buddy
- 2003: Bare på jobb
- 2005: Next Door
- 2006: Sønner – Dunkle Geheimnisse
- 2006: Gutta Boys (Fernsehserie, 6 Folgen)
- 2007: Blodsbånd
- 2008: Der Wolf – Gefallene Engel
- 2010: Knerten traut sich
- 2011: Norwegische Gemütlichkeit (Fernsehserie, 5 Folge)
- 2011: Åse Tonight (Fernsehserie, 4 Folgen)
- 2012: Lilyhammer (Fernsehserie, 1 Folge)
- 2012: NAV (Fernsehserie, 10 Folgen)
- 2013–2019: Side om side (Fernsehserie, 13 Folgen)
- 2014–2016: Mammon (Fernsehserie, 14 Folgen)
- 2015–2016: Lifjord – Der Freispruch (Fernsehserie, 12 Folgen)
- 2020: Blutiger Trip (Fernsehserie, 1 Folge)

### Als Drehbuchautorin
- 2015–2016: Lifjord – Der Freispruch (Fernsehserie, 18 Folgen)
- 2018: Utøya 22. Juli
- 2020: Witch Hunt (Fernsehserie, 8 Folgen)
- 2021: Drei Haselnüsse für Aschenbrödel (Tre nøtter til Askepott)
- 2021: Utvandrarna
- 2024: Quislings Siste Dager
- 2024: Quisling (Fernsehserie)